# Sable (esgrima)

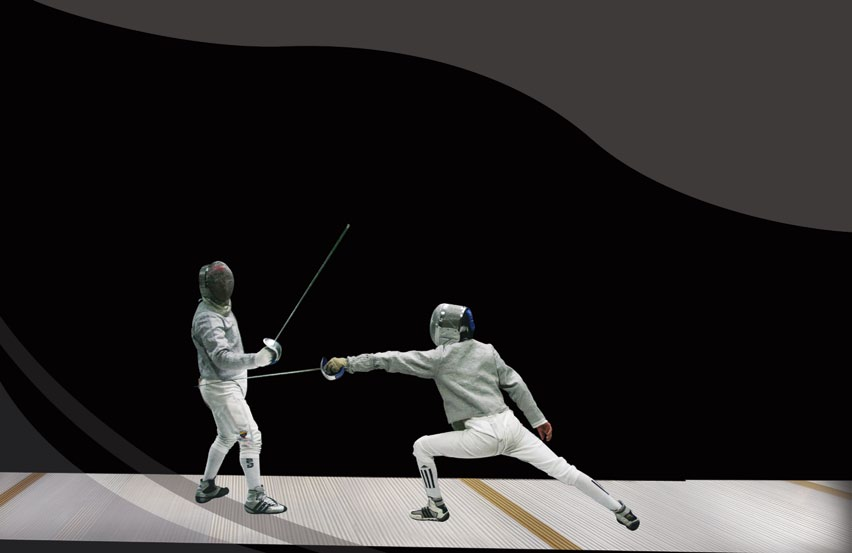
ataque con sable.

El sable moderno es, junto con la espada y el florete, una de las tres armas de esgrima.
Deriva del sable, arma que usaban los soldados de caballería. Es por esto que cuando se da la señal de salida en el combate los dos esgrimistas salen rápidos a tocarse, ya que se asemejaba a lo que pasaba en los asaltos de caballería cuando los caballeros se embestían entre sí.
Los tocados o puntos se pueden conseguir embistiendo con la punta o produciendo un corte con el filo de la hoja. El blanco válido es todo el cuerpo de cintura arriba, incluyendo cabeza y brazos. 
Los asaltos de sable son los más rápidos y ágiles en esgrima, por lo que requieren una buena forma física.
La posición de guardia que se utiliza en sable es la tercera a diferencia de la sexta utilizada tanto en florete como en espada.

## Historia

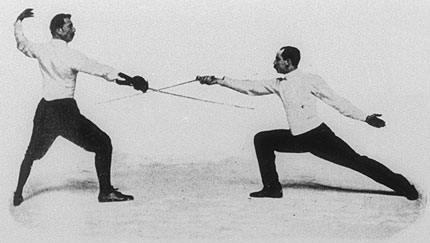
Sable en los primeros juegos olímpicos.

El sable deriva del sable usado por las fuerzas otomanas que se introdujeron a Europa y se adoptaron en la caballería definitivamente en el siglo XIX. Pero como arma deportiva tiene su origen en una adaptación italiana del duelo a sable. 
Se considera en Italia que el padre del sable deportivo moderno sería el italiano Italo Santelli quien trasladado a Hungría en 1896, adaptó la enseñanza de la esgrima italiana con la tradición magiar del sable. Crea el "sistema Santelli", basada en una defensa mucho más rápida que lo que existía en las secuencias de entrenamiento existentes. Italo Santelli demuestra la eficacia de sus teorías, participando y ganando la medalla de plata olímpica en los Juegos Olímpicos de París 1900 cuya categoría de sable individual profesional masculino.

## Arma

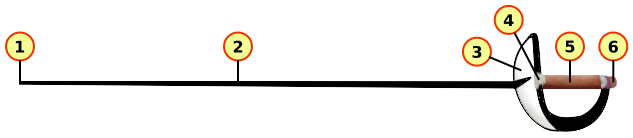
Partes del sable: 1-punta. 2- filo. 3 cazoleta. 4 mango.

El sable mide como máximo 105 cm y no debe exceder los 500 gr. 
Tiene un protector en forma de cuenco, que se curva bajo la mano, y una hoja en forma de T en sección transversal. 
La hoja (2) tiene 88 cm de largo. 
Es cuadrangular con una zanja de 4 mm por 1.2 mm. 
La hoja puede ser curvada siempre que no pase una flecha de 4 cm.

Zona válida para ataque con sable en rojo.

## Puntuación

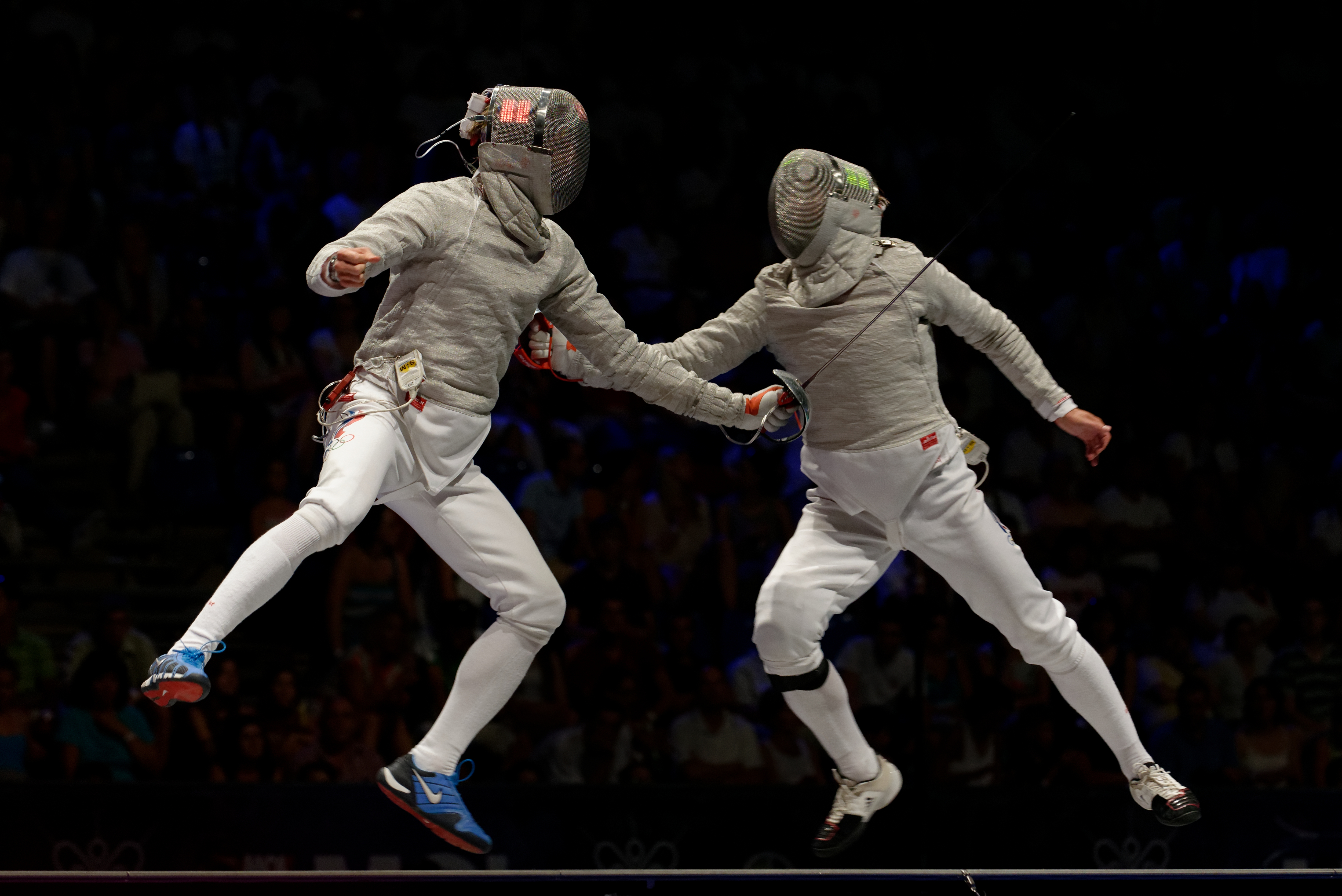
Veniamin Reshetnikov (Izquierda) y Nikolay Kovalev (Derecha) se golpean simultáneamente: las dos luces de las máscaras están encendidas. Final de los Campeonatos del Mundo de Esgrima 2013.

### Aparato central de juzgamiento
El aparato o caja de puntuación ayuda al juicio final del árbitro. Como para todos los aparatos eléctricos utilizados en la esgrima moderna, el árbitro debe tener en cuenta la posibilidad de que se produzcan fallos mecánicos. La mayoría de los golpes de sable se registran mediante señales luminosas colocadas en la parte superior del aparato de sable (rojas y verdes distinguibles para cada esgrimista, con la luz indicando el esgrimista que ha registrado un golpe) y acompañadas de señal(es) audible(s) que consiste(n) en un anillo corto, o en una nota continua limitada a dos segundos.
En algunas circunstancias, se indica una señal blanca cuando un esgrimista ha golpeado fuera del objetivo.

#### Periodo de bloqueo
El período de bloqueo es la cantidad mínima de tiempo entre los toques registrados respectivos del área de la diana. Este período se establece en el aparato eléctrico para ayudar al juicio.
Los recientes ajustes reglamentarios a los "tiempos de funcionamiento de los aparatos de puntuación" a raíz de los Juegos Olímpicos de 2016 modificaron los tiempos de registro de 120 ms (± 10 ms) a 170 ms (± 10 ms). Los aparatos de puntuación con la nueva modificación están marcados con una etiqueta de identificación 2 × 4 cm de color magenta que lleva en texto negro "FIE 2016".
- Si se producen ambos golpes y la diferencia de tiempo es mayor que el período de bloqueo, la señal uno es mostrada por el aparato de arbitraje. El árbitro probablemente otorgará el punto al primer golpe.
- Si ambos golpes ocurren dentro del período de bloqueo, se muestran ambas señales; en tal situación, la decisión final sobre la puntuación se determina por el "derecho de paso".

La modificación del tiempo de bloqueo cambió efectivamente la forma de esgrimir el sable, haciéndolo más rápido y con mayor énfasis en el juego de pies. Aunque la naturaleza esencial del juego seguiría siendo la misma, habría que replantear las estrategias de ataque y defensa.
El cambio de tiempos fue recibido inicialmente con cierta controversia, ya que muchos esgrimistas estaban acostumbrados a tener los tiempos más largos. Esto hacía que las técnicas empleadas entonces fueran vulnerables a las paradas rápidas (un golpe realizado por el defensor que cae mientras el atacante todavía está comenzando un ataque, también conocido como gancho de cielo) o remises (un segundo ataque realizado por el atacante original después de que el primero haya terminado técnicamente). Se consideraba comúnmente que los tiempos más cortos sólo fomentarían una técnica pobre y una mentalidad de "sólo ataque", negando gran parte del arte del deporte.
Normalmente, los remates y las paradas no supondrían un punto, ya que un golpe del atacante tendría prioridad. Sin embargo, el golpe realizado con prioridad puede llegar demasiado tarde en los tiempos más cortos para ser registrado, por lo que las paradas y los remises sí puntuarían.
Como resultado de los tiempos más estrechos, la eficacia de los ataques en la preparación se incrementó, lo que significa que ahora era más crítico que el esgrimista que se preparaba ya debía haber comenzado un ataque en el momento en que los dos esgrimistas estaban a distancia de golpeo el uno del otro.
Se han ampliado las técnicas de cómo parar y ripostear. Las paradas sólidas, utilizadas ampliamente antes del cambio de tiempos, se complementarían con un paso adicional hacia atrás por parte del defensor para evitar que el atacante remise (continúe empujando su espada después de que su ataque haya sido técnicamente realizado) o bien que la defensa se realice como un ataque de batida, un brazo que se extiende y desvía el ataque que se aproxima a la mitad de la extensión antes de golpear el área objetivo del atacante original.
En retrospectiva, los tiempos más cortos parecen haber fomentado un endurecimiento y refinamiento de las técnicas originales con movimientos más pequeños y ordenados, de modo que, en general, la esgrima de sable se volvió más rápida y precisa de lo que había sido antes.

### Derecho de paso

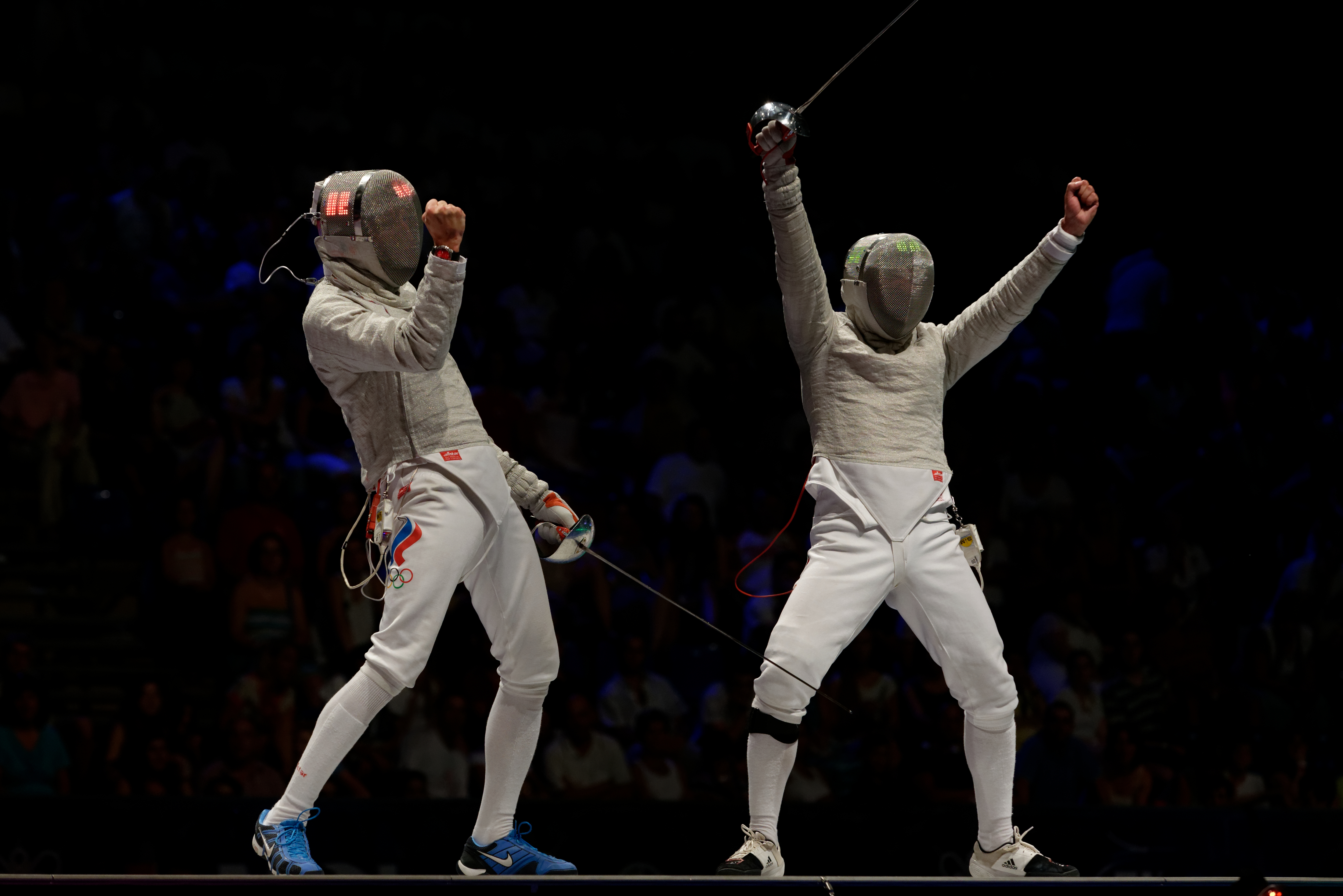
Veniamin Reshetnikov (L) y Nikolay Kovalev (R) ambos reclaman el golpe; el árbitro debe decidir quién anota el punto. Final de los Campeonatos del Mundo de Esgrima 2013.

Cuando ambas señales indican, corresponde al árbitro decidir qué esgrimista anota el punto. La decisión se basa en el concepto de derecho de paso que otorga el punto al esgrimista que tenía prioridad, es decir, el esgrimista atacante. Al igual que con el florete, la otra arma con derecho de paso, la prioridad se gana de muchas maneras, que se pueden desglosar en categorías activas, pasivas y defensivas:
- Activa:
  - Atacar al adversario. (En esgrima la palabra "ataque" se define como: la acción ofensiva inicial realizada extendiendo el brazo y amenazando continuamente el objetivo del adversario, precediendo al lanzamiento de la estocada o del paso. La flecha es ilegal en el sable como "cruce". En el sable la amenaza puede establecerse con la punta o el filo, y el final del ataque coincide con el momento en que el pie delantero toca la banda). Golpear con la hoja después de que el pie delantero haya aterrizado constituye una remisión del ataque, por lo que un ataque del adversario efectuado al mismo tiempo tomaría el derecho de paso en este caso.
  - Ejecución de un ataque que va precedido de un golpe en el arma del adversario.
- Pasivo:
  - Establecer un punto en línea antes de que el adversario inicie un ataque. El golpe debe completarse con el punto. Se permite la derogación de los intentos de golpeo del oponente, pero el punto debe seguir amenazando al objetivo, y una derogación cuando no hay intento de golpeo también pierde el derecho de paso.
  - Si se ejecuta un ataque contra un oponente que tiene la punta en línea, el atacante debe quitar la punta en línea (es decir, con un golpe, etc.). El simple hecho de hacer contacto con la hoja es insuficiente y la hoja debe ser realmente desplazada a un lado.
  - Si se hace un intento de golpear la hoja y se falla (debido a un derobe), el oponente mantiene el derecho de paso.
  - El punto en línea puede perder las prioridades independientemente de si el esgrimista está avanzando, parado o retrocediendo,[7] pero se pierde si el brazo se dobla o el punto se aleja de apuntar al oponente.
- Defensiva:
  - Ejecutar una ofensa de vuelta inmediata tras el ataque fallido del oponente; el ataque fallido puede ser el resultado de un parry (es decir, parry-riposte), o porque se ha quedado corto del objetivo (comúnmente llamado "get-away-go"), o de cualquier otra manera fallado.

Si ninguno de los dos esgrimistas tiene "derecho de paso" en una situación de doble toque (normalmente, si ambos inician el ataque simultáneamente en la medida en que el director pueda determinarlo), la acción se denomina "ataque simultáneo" y no se concede ningún punto a menos que se inicie un ataque primero y no se frene o se falle.
Las reglas de derecho de paso se establecieron inicialmente para animar a los esgrimistas a utilizar paradas y otras técnicas con el fin de golpear sin ser golpeado, como lógicamente desearían hacer si estuvieran utilizando espadas afiladas. Posteriormente, las reglas de derecho de paso se han modificado simplemente para mantener la estrategia y la técnica del sable interesantes y (relativamente) fáciles de entender.

### Árbitro

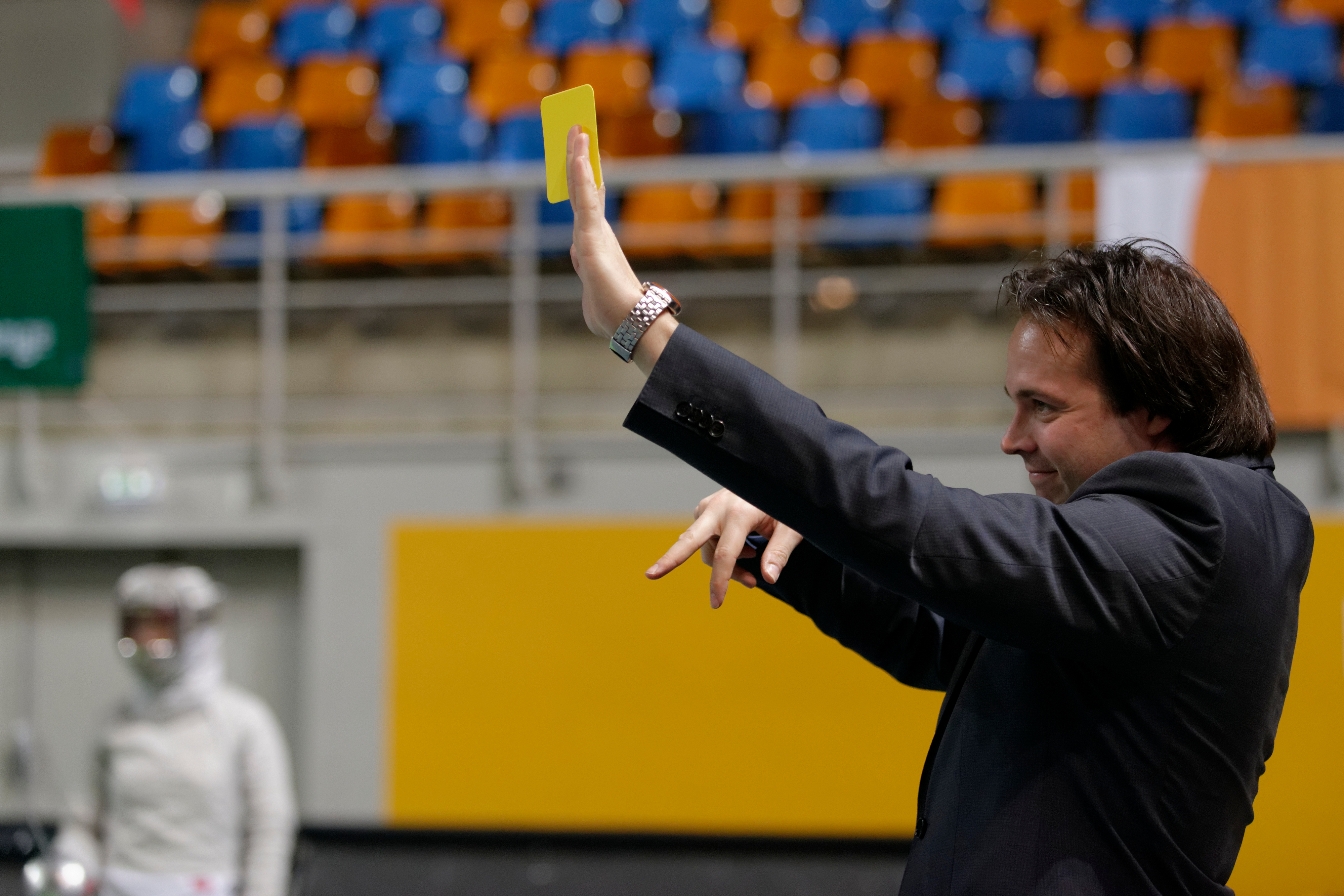
Un árbitro muestra una tarjeta amarilla por una flèche prohibida en el Gran Premio de Orleans 2014

El árbitro puede detener la acción por razones tales como un peligro para la seguridad, una lesión del esgrimista o una violación de las reglas. Cuando el árbitro diga "alto", ninguna acción posterior podrá sumar puntos. Para los casos de violación de las reglas, el árbitro puede elegir entre advertir al infractor o mostrarle una tarjeta de penalización. Una advertencia no tiene ninguna implicación de puntuación. Las tarjetas, por otro lado, tienen más penalizaciones:
- Tarjeta amarilla: El toque del infractor puede ser anulado, de forma similar a una advertencia. Se puede dar si un esgrimista avanza antes de que se escuche "valla", o una acción innecesaria después de que se escuche "alto".
- Tarjeta roja: El toque del infractor suele ser anulado, punto concedido al adversario. Dos tarjetas amarillas dan lugar a una tarjeta roja.
- Tarjeta negra: El infractor es expulsado del torneo y del edificio. Esto puede producirse por negarse a saludar, o por falsificar documentos y encubrir infracciones de las normas.

## Técnica

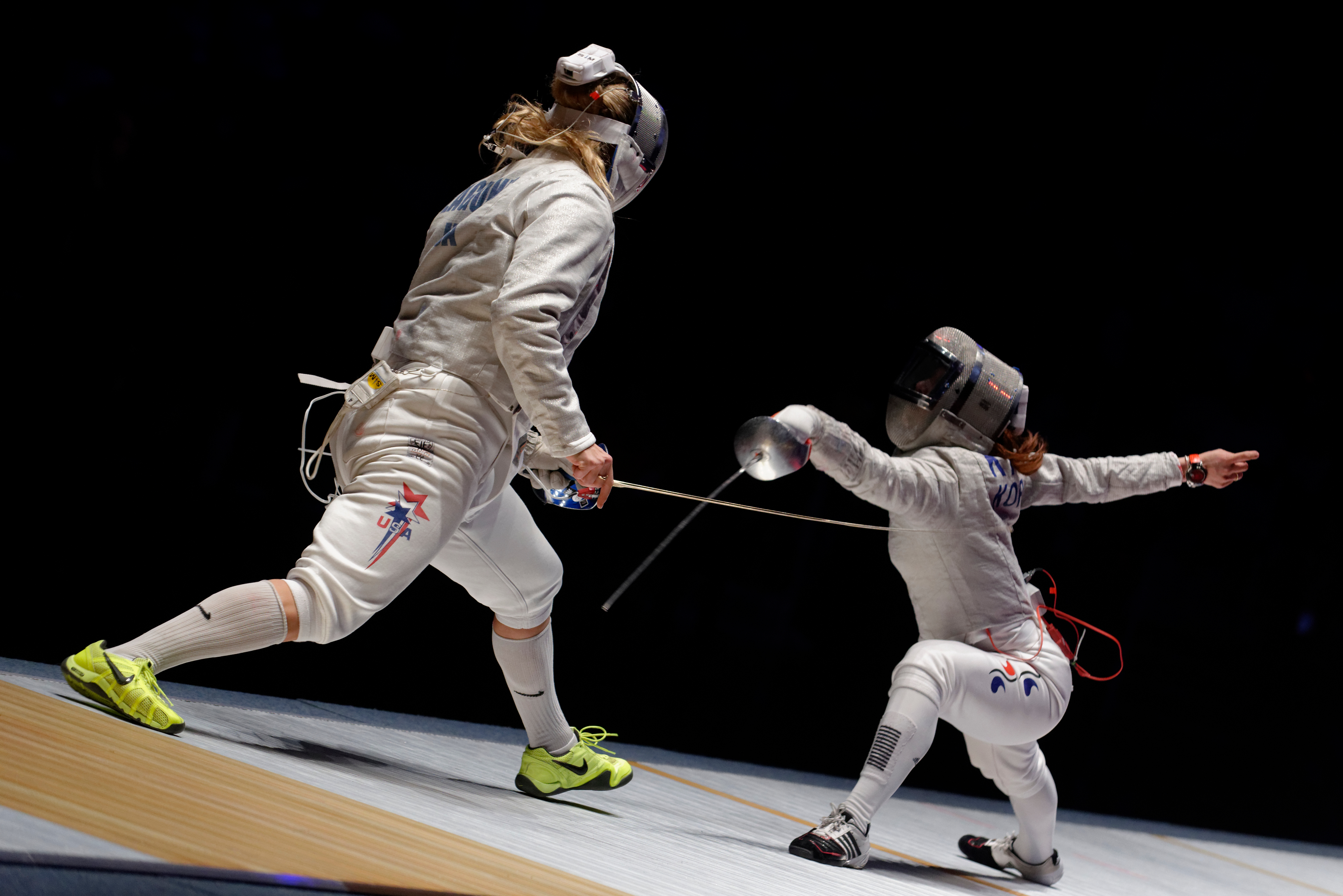
Kim Ji-yeon (R) ataca a Mariel Zagunis (L) con una lunge en la Copa del Mundo de Orleans 2014

En el sable, por lo general es más fácil atacar que defender (por ejemplo, la sincronización favorece los remises) y la esgrima de sable internacional de alto nivel suele ser muy rápida y muy simple, aunque cuando se requiere, los mejores sablistas despliegan un amplio repertorio de dispositivos tácticos. En respuesta a la velocidad relativamente alta de la esgrima de sable (el sable es el deporte más rápido del mundo en lo que a combate se refiere), las reglas del sable se modificaron para prohibir el cruce hacia delante (cuando el pie de atrás pasa por encima del pie de delante); ahora es una infracción punible con tarjeta. Por lo tanto, el ataque flèche ya no está permitido, por lo que los esgrimistas de sable han comenzado a utilizar una "flunge" (estocada voladora). Este ataque comienza como una flèche, pero el esgrimista se levanta del suelo y se mueve rápidamente hacia delante, intentando asestar un golpe antes de que sus pies se crucen. Del mismo modo, también se han eliminado los "ataques en carrera", que consisten en un flèche fallido seguido de remises continuos.
La defensa del sable comprende las tres paradas principales:
- Tierce, alta por fuera
- Quarte, alta interior
- Quinte, cabeza

y tres paradas secundarias:
- Prime, generalmente realizado con un movimiento de barrido para cubrir toda la línea interior - a menudo utilizado en lugar de quarte cuando se pasa de quinte
- Seconde, ya sea cubriendo la línea exterior baja - a menudo utilizado en lugar de tierce cuando se mueve desde "point-in-line"
- Sixte, Hoja arriba y afuera, muñeca supinada. Esta parada puede ser lateral o circular. Hay un gran debate sobre si esta parada realmente existe, o si es sólo una tierce ligeramente extendida, al igual que en el florete y la espada parry nueve es visto por algunos para ser sólo un sixte alto.

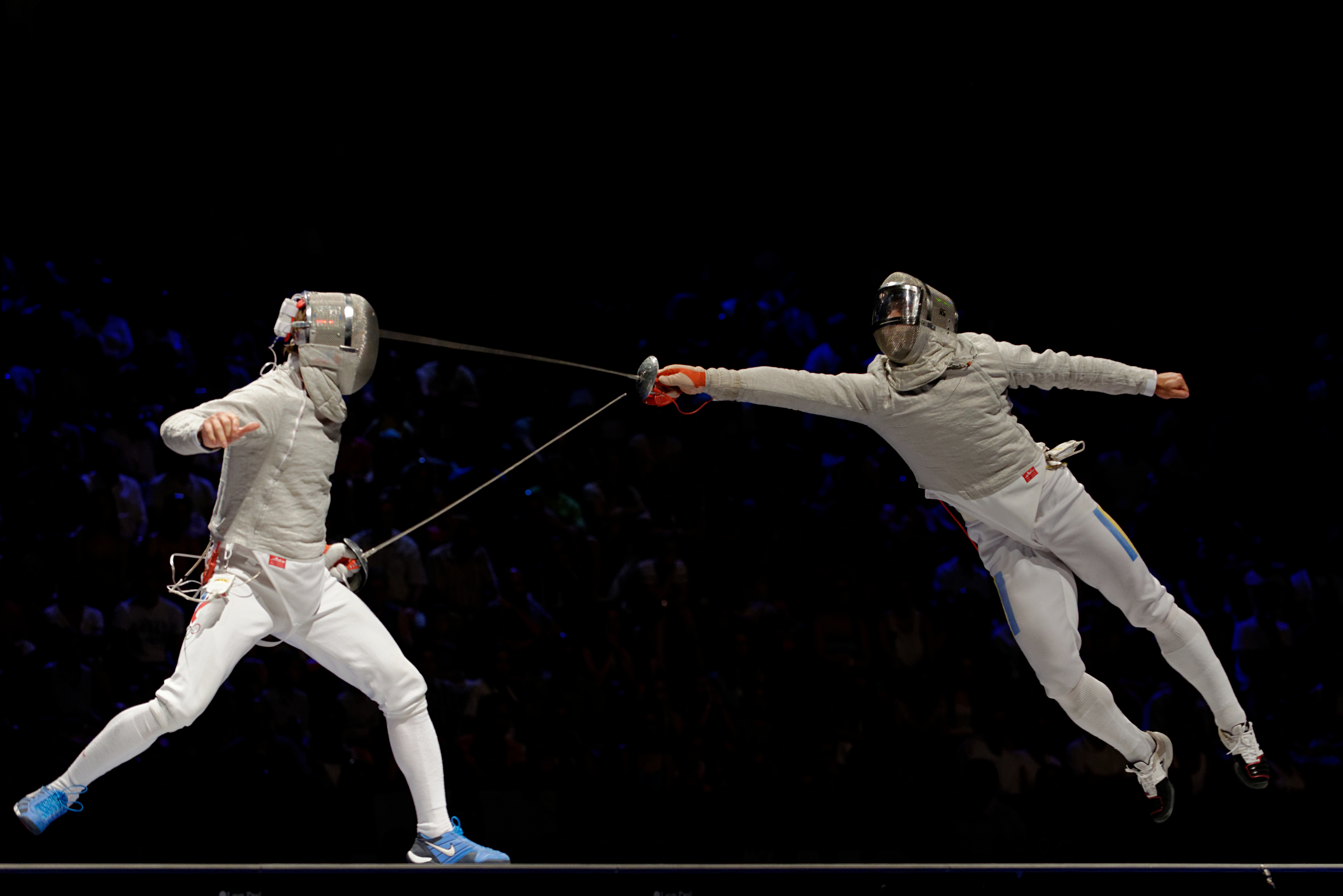
Tiberiu Dolniceanu (R) ataca a Veniamin Reshetnikov (I) con un flunge durante elCampeonato Mundial 2013.

Otra parada, menos conocida, pero que funciona contra oponentes de la misma mano, es la llamada "húngara". Esta parada es más útil cuando ambos esgrimistas cargan fuera de la línea hacia el otro. Para realizar la húngara, un esgrimista lanza una parada "prime" cuando el oponente está a distancia de golpeo y se barre arriba en una posición de "quinte", cubriendo (en el proceso) casi toda el área del objetivo, y realiza la réplica como con una parada normal de "quinte". La técnica húngara suele funcionar mejor si se da un paso o un ángulo en la dirección opuesta a la de la parada "quinte". Esta técnica no funcionará con dos esgrimistas de manos opuestas.
De la naturaleza de las paradas de sable (que bloquean un ataque entrante en lugar de desviarlo como en el florete y la espada) se deduce que son estáticas y deben realizarse lo más tarde posible para evitar ser engañados por un ataque de finta, comprometerse con una parada en la línea equivocada y ser incapaces de cambiar la parada (que a menudo implica alterar completamente la orientación de la hoja mientras se mueve y gira la muñeca y el antebrazo) para defenderse del ataque real con la suficiente rapidez.
Los círculos, como el 3, 4 y 5, defienden contra las puñaladas al cuerpo, que un parry ordinario no bloquearía. Esto es extremadamente útil, ya que es muy versátil, cubriendo gran parte del área del objetivo.
Cada arma de esgrima tiene un tempo diferente, y el tempo de la espada y el florete es más bien lento con ráfagas repentinas de velocidad. El sable es rápido durante todo el toque. Sin embargo, muchos entrenadores instan a los alumnos a ralentizar el ritmo dando pasos más pequeños en lugar de más grandes.

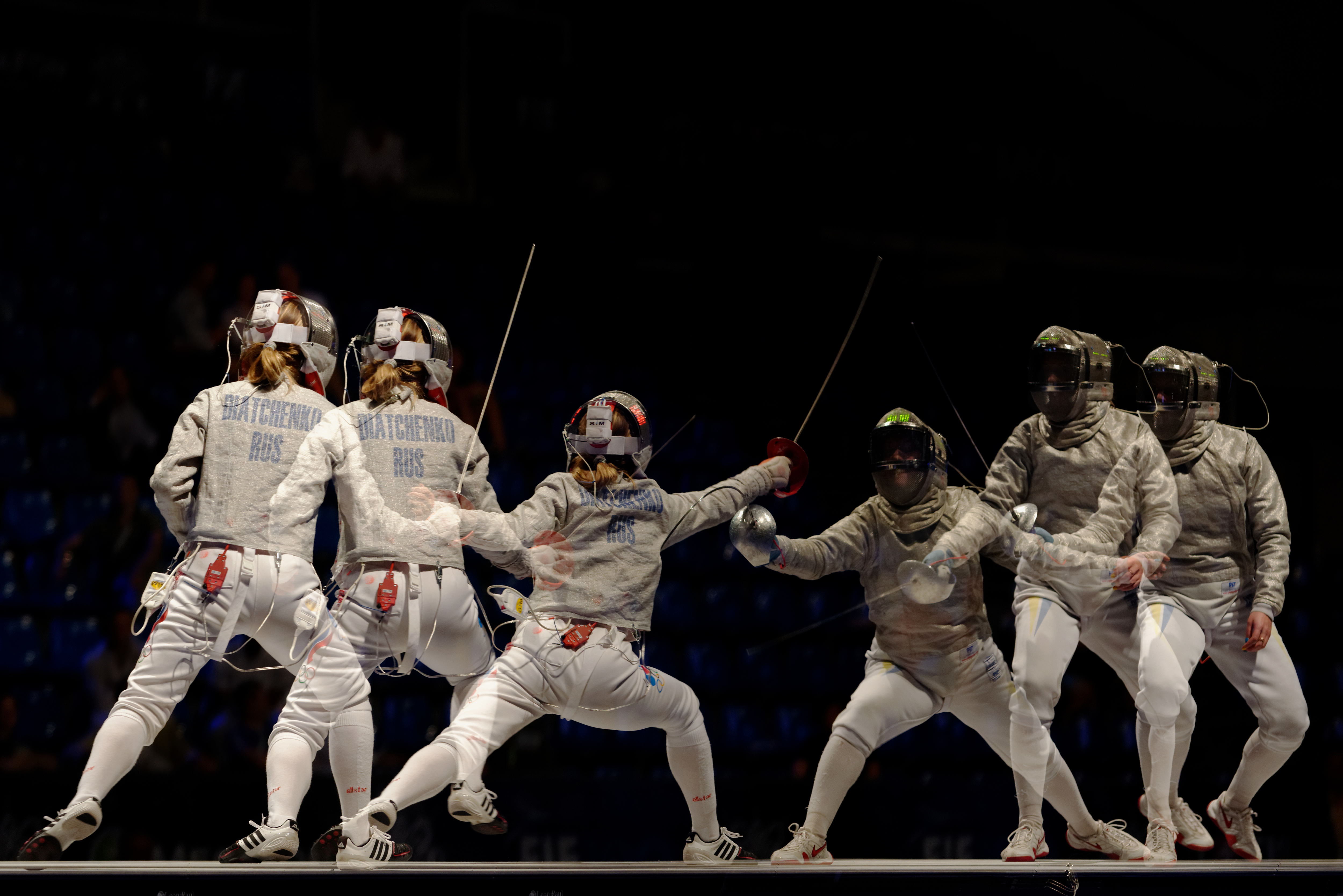
Olena Voronina (a la derecha) marca un hit a Yekaterina Dyachenko (a la izquierda) en la final femenina por equipos de los campeonatos mundiales de Esgrima de 2013.

## Evolución de las reglas
Las reglas del sable han evolucionado con el tiempo y siguen evolucionando en la actualidad. En particular, la electrificación del sable en 1988 llevó a la necesidad de cambios en las reglas, como la inclusión de los golpes con hoja plana o la prohibición del pase hacia adelante en 1994.
Desde año 2016, la FIE decidió realizar ensayos de una nueva regla. Esta regla consiste en una reducción de la distancia de llamada (el árbitro hace que cada uno de los dos esgrimistas coloque el pie trasero a 2 metros de la línea central de la pista, es decir, delante de la línea de llamada). Las pruebas se llevaron a cabo durante un período que comenzó desde después de los Juegos Olímpicos de Verano de 2016 de Río hasta el 31 de diciembre de 2016. Basándose en el consejo de la Comisión ad hoc, el Comité Ejecutivo decidió si la regla se aplicara durante el resto de la temporada 2016-2017 para decidir su uso. Se adoptó otro cambio, consistente en el aumento del tiempo de señalización de un golpe posterior (de 120 a 170 ms).

## Sablistas famosos
- Fernando Casares
- Pedro Carbonel
- Italo Santelli
- Ioannis Georgiadis
- Jaime Martí
- Araceli Navarro
- Jorge Pina Pérez
- Nicolás Limbach
- Mariel Žagunis
- Sada Jacobson
- Ángel G. Vargas
- José Pablo Vargas
- Gerevich Aladar
- Kárpáti Rudolf
- Szilágyi Áron
- Nébald György
- Szabo Bence
- Guillermo Mancheño
- María Belén Perez Maurice
- Celia Pérez